# Rourea amazonica
Rourea amazonica é uma espécie  de planta com flor pertencente à família Connaraceae.
A autoridade científica da espécie é (Baker) Radlk., tendo sido publicada em Sitzungsberichte der Mathematisch-Physikalischen Classe (Klasse) der K. B. Akademie der Wissenschaften zu München 16: 375, 377. 1886.

## Brasil
Esta espécie  é nativa e não endémica do Brasil, podendo ser encontrada nas Regiões Norte e Centro-Oeste. Em termos fitogeográficos pode ser encontrada no domínio da Amazônia.
Não correm táxons infra-específicos no Brasil.